# Metaconchoecia bathyrotundata
Metaconchoecia bathyrotundata är en kräftdjursart som beskrevs av V. G. Chavtur 1977. Metaconchoecia bathyrotundata ingår i släktet Metaconchoecia och familjen Halocyprididae. Inga underarter finns listade i Catalogue of Life.